# Rob Peace
| Rob Peace                    | Rob Peace |
| ---------------------------- | --- |
| Cartaz de lançamento teatral | |
| Dirigido por                 | Chiwetel Ejiofor |
| Escrito por                  | Chiwetel Ejiofor |
| Baseado em                   | A curta e trágica vida de Robert Peace by Jeff Hobbs                                                                 |
| Produzido por                | Antoine Fuqua Rebecca Hobbs Jeffrey Soros Simon Horsman Andrea Calderwood Kat Samick Alex Kurtzman Jenny Lumet       |
| Estrelando                   | Jay Will Mary J. Blige Chiwetel Ejiofor Curtis Morlaye Gbenga Akinnagbe Michael Kelly Mare Winningham Camila Cabello |
| Cinematografia               | Ksenia Sereda |
| Editado por                  | Masahiro Hirakubo |
| Música por                   | Jeff Russo |
| Empresas de Produção         | Republic Pictures Los Angeles Media Fund Hill District Media 25 Stories Participant Sugar Peace Productions          |
| Distribuido por              | Republic Pictures |
| Datas de Lançamento          | - January 22, 2024 (Sundance) - August 16, 2024 (United States)                                                      |
| Tempo de execução            | 119 minutes |
| País                         | United States |
| Idioma                       | English |
| Bilheteria                   | $422,329 |

Rob Peace é um drama biográfico americano de 2024 escrito e dirigido por Chiwetel Ejiofor e estrelado por Ejiofor, Camila Cabello, Jay Will e Mary J. Blige. É baseado na biografia de 2014, A curta e trágica vida de Robert Peace, de Jeff Hobbs.
O filme estreou no Sundance Film Festival[1] em 22 de janeiro de 2024 e recebeu um lançamento limitado nos cinemas dos Estados Unidos em 16 de agosto de 2024, pela Republic Pictures. Recebeu uma indicação no NAACP Image Award de Melhor Filme Independente.[2]

## Premissa
O graduado da Universidade de Yale, Rob Peace, conhecido como Shaun na época em que seu pai foi preso por crimes que ele pode não ter cometido, recorre ao tráfico de drogas para tirar seu pai da prisão enquanto mantém outras atividades. [1]

## Elenco
- Jay Will como Rob Peace[1]
- Chiwetel Ejiofor como Skeet,Pai de Rob Peace[2][3]
- Mary J. Blige como Jackie, Mãe de Rob Peace[4]
- Camila Cabello como Naya[5]
- Michael Kelly como Padre Edwin Leahy[6]
- Curtis Morlaye como Tavarus Heston[7][8][9]

## Produção
Em janeiro de 2019, foi anunciado que Ejiofor dirigiria o filme (depois que Antoine Fuqua e sua esposa Lela viram sua estreia na direção, O menino que descobriu o vento). [1][2] Em fevereiro de 2020, foi anunciado que Stephan James interpretaria Peace e Ejiofor interpretaria o pai de Peace.[3]
Em janeiro de 2023, foi anunciado que Jay Will seria escalado como Peace.[1] Em fevereiro de 2023, foi anunciado que Mary J. Blige foi escalada como a mãe de Peace, Jackie. Blige também atua como produtora executiva do filme.[2] Mais tarde, em fevereiro de 2023, foi anunciado que Camila Cabello também foi escalada para o filme.[3]
As filmagens ocorreram em Newark, Nova Jersey, particularmente na Escola Preparatória de St. Benedict, em dezembro de 2022.[1]

## Lançamento
O filme estreou no Sundance Film Festival em 22 de janeiro de 2024.[1] Em maio de 2024, a Republic Pictures, que também está lidando com as vendas mundiais, adquiriu os direitos de distribuição norte-americanos do filme, agendando-o para um lançamento limitado nos Estados Unidos em 500 cinemas em 16 de agosto de 2024.[2] O filme começou a ser transmitido na Netflix em 11 de novembro de 2024.[3]

## Recepção
No site agregador de críticas Rotten Tomatoes, 75% das 52 resenhas dos críticos são positivas, com uma classificação média de 6.4/10. O consenso do site diz: "Chiwetel Ejiofor se saiu bem como roteirista e diretor com “Rob Peace”, um drama sólido e constante que anima clichês convencionais com atuações convincentes." O Metacritic, que usa uma média ponderada, atribuiu ao filme uma pontuação de 61 em 100, baseado em 15 críticos, indicando críticas "geralmente favoráveis".

## Links externos
- Rob Peace. no IMDb.